# Magliana
La Magliana est un cours d'eau de Rome, un affluent droit du Tibre. 

## Description
La Magliana naît dans le quart nord-ouest de la ville (dans le secteur de Palmarola) à environ 110 mètres d'altitude. Après un court parcours d'une vingtaine de kilomètres (traversant les quartiers de Primavalle, Montespaccato, Gianicolense, Corviale et Magliana), elle se jette dans le Tibre au viaduc de la Magliana. 
Le ruisseau, pour la fraîcheur de ses eaux, a donné son nom au domaine de l'Acqua Fredda, tout en marquant la limite du domaine avec celui attenant de la Maglianella.

## Écologie
Au fil des ans, le petit ruisseau et ses nombreux affluents ont été réduits à des collecteurs d'eaux usées à ciel ouvert ; cependant, aujourd'hui encore, le Fosso della Magliana reste un important corridor écologique (faisant désormais partie de la Réserve naturelle de la Vallée des Casali), et le long de ses rives de nombreuses espèces animales et végétales trouvent refuge.